# Loodi
Loodi – wieś w Estonii, w prowincji Viljandi, gminie Viljandi. Do 20 października 2013 w gminie Paistu.
Przez wieś przepływa strumień Sinialliku, strumień Sulaoja i strumień Viraski. 